# 대식세포 활성화 증후군
대식세포 활성화 증후군(Macrophage activation syndrome, MAS)은 급성 발열, 간비장비대, 림프절 종대, 피부 및 점막 출혈, 범혈구감소증과 같은 증상을 나타내는 류마스티스형 질환으로 골수, 세망내피 계통에 존재하는 대식세포의 과도한 활성화로 인해 대식세포와 림프구간의 부적절한 상호 작용으로 대식세포 및 T 세포에서 생성되는 다양한 사이토카인이 증가되어 발생한다. 이러한 임상증상은 성인형 스틸병, 전신성 연소성 류마티스관절염의 임상 증상과 비슷하며 다양한 염증성 사이토카인의 증가도 서로 유사하다. 대식세포활성화증후군은 전신성 연소성 류마티스관절염, 성인형 스틸병, 전신홍반루푸스의 경과중에도 발생한다.

## 원인
원인이 밝혀진 경우를 살펴보면 바이러스 감염 혹은 잘못된 약의 사용 때문에 발생되었다. 그러나 자연적으로 활성화된 경우도 발견된다.

## 진단
임상에서 발견되는 증세와 가용성 CD163과 같은 대식세포 활성화 지표와 가용성 IL-2 수용체와 같은 림프구 활성화 지표로 판단할 수 있다. NK 세포의 기능 분석으로 기능이 저하있음을 발견하거나, 유세포 분석을 통해 NK세포 수의 감소를 발견하기도 한다.

## 치료
치료방법은 확고하게 자리잡고 있지 못하다. 대부분의 경우 많은 양의 코르티코스테로이드와 사이클로스포린을 투여하는 치료를 한다. 잘 낫지 않는 경우에는 혈구빈식증후군의 치료와 유사한 방법을 사용한다.